# Repetiodiospilus zenkeri
Repetiodiospilus zenkeri är en stekelart som först beskrevs av Szepligeti 1914.  Repetiodiospilus zenkeri ingår i släktet Repetiodiospilus och familjen bracksteklar. Inga underarter finns listade i Catalogue of Life.